# NGC 1106
NGC 1106 ist eine Linsenförmige Galaxie vom Hubble-Typ S0 mit aktivem Galaxienkern im Sternbild Perseus am Nordsternhimmel. Sie ist schätzungsweise 199 Millionen Lichtjahre von der Milchstraße entfernt und hat einen Durchmesser von etwa 115.000 Lichtjahren. Vom Sonnensystem aus entfernt sich das Objekt mit einer errechneten Radialgeschwindigkeit von näherungsweise 4.300 Kilometern pro Sekunde. Gemeinsam mit drei weiteren Galaxien bildet sie die NGC 1086-Gruppe (LGG 78).
Im selben Himmelsareal befinden sich unter anderem die Galaxien PGC 10820, PGC 197709, PGC 197714, PGC 197717.
Das Objekt wurde am 18. September 1828 von dem Astronomen John Herschel entdeckt.